# Georges Cziffra
György (později Georges) Cziffra (5. listopadu 1921, Budapešť – 15. ledna 1994, Senlis) byl klavírista maďarského původu. V roce 1968 získal francouzské občanství.
Cziffra se proslavil zejména svými nahrávkami virtuózních skladeb Ference Liszta, nahrál také mnohá díla Fryderika Chopina a Roberta Schumanna. Kromě toho sám tvořil technicky náročné transkripce orchestrálních skladeb pro klavír, například Letu čmeláka od Nikolaje Rimského-Korsakova. Je považován za jednoho z technicky nejzdatnějších klavírních virtuózů 20. století.

## Život

### Dětství
György Cziffra pocházel z velmi chudých poměrů. Narodil se v chatrči v romské rodině, chudinské kolonii zřízené Červeným křížem na okraji Budapešti, kam se jeho rodiče museli nastěhovat za první světové války. Předtím žili ve Francii, Cziffrův otec byl muzikantem a hrával v pařížských kabaretech a restauracích. Po vypuknutí války však byl coby státní příslušník nepřátelské země krátce uvězněn a poté i s celou rodinou vyhoštěn z Francie. V Budapešti pak rodina přežívala celé roky prakticky bez prostředků a trpěla často hladem, i malý György byl velmi podvyživený a slabý.
Když mu bylo kolem tří let, situace se mírně zlepšila. Jeho starší sestra získala práci a dokázala si našetřit na zapůjčení klavíru, na který toužila hrát. Když po večerech cvičila, György ji tajně pozoroval z postele a napodoboval její pohyby. O několik měsíců později měl dovoleno začít také hrát a brzy byl ve hře na klavír zběhlejší než jeho sestra. Hrál několik hodin denně, učil se od otce stupnice a akordy i populární melodie. Když mu bylo pět let, přijel cirkus, který ho záhy angažoval jako zázračné dítě a Cziffra s velkými úspěchy improvizoval na melodie zadané publikem. Vystupoval jen dva týdny, poté onemocněl z vyčerpání, ale i tak byl tehdy jeho honorář významným příspěvkem do rodinného rozpočtu.
V devíti letech jej slyšel hrát Ernő Dohnányi, tehdejší ředitel Lisztovy hudební akademie v Budapešti, kam byl poté Cziffra díky svému zjevnému talentu přijat jako vůbec nejmladší student. Mohl dokonce navštěvovat i pokročilé interpretační kurzy normálně určené již vyzrálým dospělým studentům, které vedl István Thomán, žák Ference Liszta, který mimo jiné učil i Dohnányiho nebo Bélu Bartóka. Od poloviny třicátých let koncertoval v Maďarsku i v zahraničí (v Nizozemsku a ve Skandinávii).

### Válka a poválečná léta
V roce 1942 musel Cziffra krátce po svatbě narukovat do maďarské armády, která byla za druhé světové války spojencem Německa. Po krátkém výcviku byl poslán na východní frontu. O Vánocích roku 1943 zde usedl po roce ke klavíru a hrál na večírku pro německé velitele, které velmi zaujal a nabídli mu, ať se s nimi vrátí do Berlína jako klavírista. Cziffra odmítl a shodou okolností ještě téže noci dezertoval na druhou stranu fronty, kde byl ihned zajat partyzány a následně rok držen v podzemním úkrytu v bývalém dole. Koncem roku 1944, po navázání spojenectví Maďarska s Rudou armádou, byl poslán jako velitel tanku na západní frontu, ale přímých bojů se jeho jednotka již neúčastnila. Demobilizován byl až na podzim 1946.
Po návratu domů začal opět hrát v budapešťských restauracích a kavárnách, aby uživil rodinu. Postupem času byl ve městě velmi populární díky svým improvizacím, projevil se také jako velmi schopný jazzový klavírista.
V roce 1950 se i s manželkou a synem pokusili uprchnout z komunistického Maďarska, ale byli přistiženi a uvězněni. Cziffra byl pak do roku 1953 nasazen na nucené práce, kde musel mimo jiné přenášet těžké kamenné bloky, čímž si poškodil vazy v zápěstí. Pro jejich podporu začal nosit široké kožené bandáže, se kterými později i vystupoval.
Po propuštění se opět vrátil k hraní v restauracích, kde jej však zanedlouho vyhledal profesor hudby György Ferenczy a pomohl mu přejít ke kariéře klasického klavíristy. Cziffra pak koncertoval nejen v Maďarsku, ale i jiných komunistických zemích (v roce 1955 hrál v Praze), a mohl také nahrávat.

### Emigrace
V roce 1956 se mu krátce před vypuknutím Maďarského povstání podařilo dostat se i s rodinou do Vídně. Jeho tamější debut o několik týdnů později způsobil naprostou senzaci a totéž se opakovalo i v Paříži a v Londýně. Referoval o něm i americký časopis The New Yorker.
Cziffra se později usadil ve Francii, získal francouzské občanství a změnil si křestní jméno na Georges. V 60. a 70. letech pokračoval v koncertování v Evropě i v Americe.
V roce 1966 založil hudební festival v La Chaise-Dieu, v roce 1969 klavírní soutěž ve Versailles a v roce 1977 nadaci Cziffra Foundation pro podporu začínajících hudebníků, které pak věnoval většinu svého času. Pro potřeby nadace zakoupil bývalý románský kostel ve městě Senlis a vybudoval zde koncertní síň.
Zemřel ve Francii ve věku 72 let na infarkt.
Cziffrův syn György Cziffra mladší (1942 - 1981) byl dirigentem a na několika koncertech a nahrávkách spolupracoval s otcem. Zemřel však poměrně mladý při požáru svého bytu. Tato tragická událost jeho otce velmi zasáhla a od té doby odmítal vystupovat a nahrávat s orchestrem.